# Mogette
La mogette, parfois orthographiée mojette, mojhette ou monjhette (écriture en saintongeais),  est un haricot blanc sec de l’espèce Phaseolus vulgaris, et plus spécialement appartenant à quelques variétés en premier lieu desquelles celles de type « lingot » (à gros grains blancs). La mogette est très populaire dans tout le Centre-Ouest de la France et particulièrement en Vendée où elle fait l'objet d'une indication géographique protégée.
À strictement parler mogette n'est que le synonyme de haricot dans les langues régionales du Centre-Ouest. La persistance de son utilisation en frais, prolongée par la congélation, dans ces régions est probablement à l'origine de sa popularité retrouvée, les haricots blancs à peau fine consommés frais (« demi-sec ») étant bien plus goûteux que les haricots réhydratés.

## Histoire et étymologie
Originaire du Nouveau Monde, le haricot a été introduit en France au XVIe siècle. Différentes appellations lui sont conférées selon les régions. Dans le Centre-Ouest de la France, c’est le terme « mojhette » qui a été adopté pour désigner ce haricot blanc. Il a en effet remplacé la mongette (Vigna unguiculata), une graine très voisine plutôt cultivée dans la partie sud de la France mais le terme mongette et ses dérivés ont été conservés en occitan (mongeta) et dans les langues locales comme le poitevin (moujhette). Dans l'Ouest de la France, le haricot a pu remplacer dans l'alimentation populaire d'autres légumes secs telles que la gesse (Lathyrus cicera, jarosse), la lentille et le pois qui était alors consommé sec (pois cassé).
Mongette serait un « diminutif du provençal monje « moine », monja « nonne », équivalent du français moine (cf anglais monk). Ce nom a pu être donné au haricot par référence à la couleur de ses grains et à leur disposition régulière dans la cosse », (c'est donc un analogue de religieuse et nonnette également utilisés en alimentation pour d'autres produits présentés en groupes réguliers). On dit aussi moujhette verte pour les haricots verts en poitevin.
Le haricot, aliment traditionnel, est entré dans le patrimoine gastronomique. La culture sélective des plantes a conduit au développement de variétés locales, notamment dans les régions de l’Ouest de la France. Ainsi, une variété locale, le rognon de Pont-l'Abbé-d'Arnoult, a pu être protégée par des passionnés, après plus de dix ans de travail de sélection avec différents organismes agricoles[réf. nécessaire]. Elle est souvent cultivée dans les anciennes provinces d'Anjou, Saintonge, Aunis et Bas-Poitou. Dans ces régions, la mogette (moujhette piate en poitevin et saintongeais), haricot plus plat que les haricots cocos ou les michelet, à condition d'être récoltée « demi-sèche  » est considérée comme un délice.
La mogette de Vendée a obtenu le 9 octobre 2010 le label d’indication géographique protégée (IGP) qui garantit la protection de la dénomination « Mogette de Vendée » sur tout le territoire de l'Union européenne.

## Récolte

### Récolte en sec

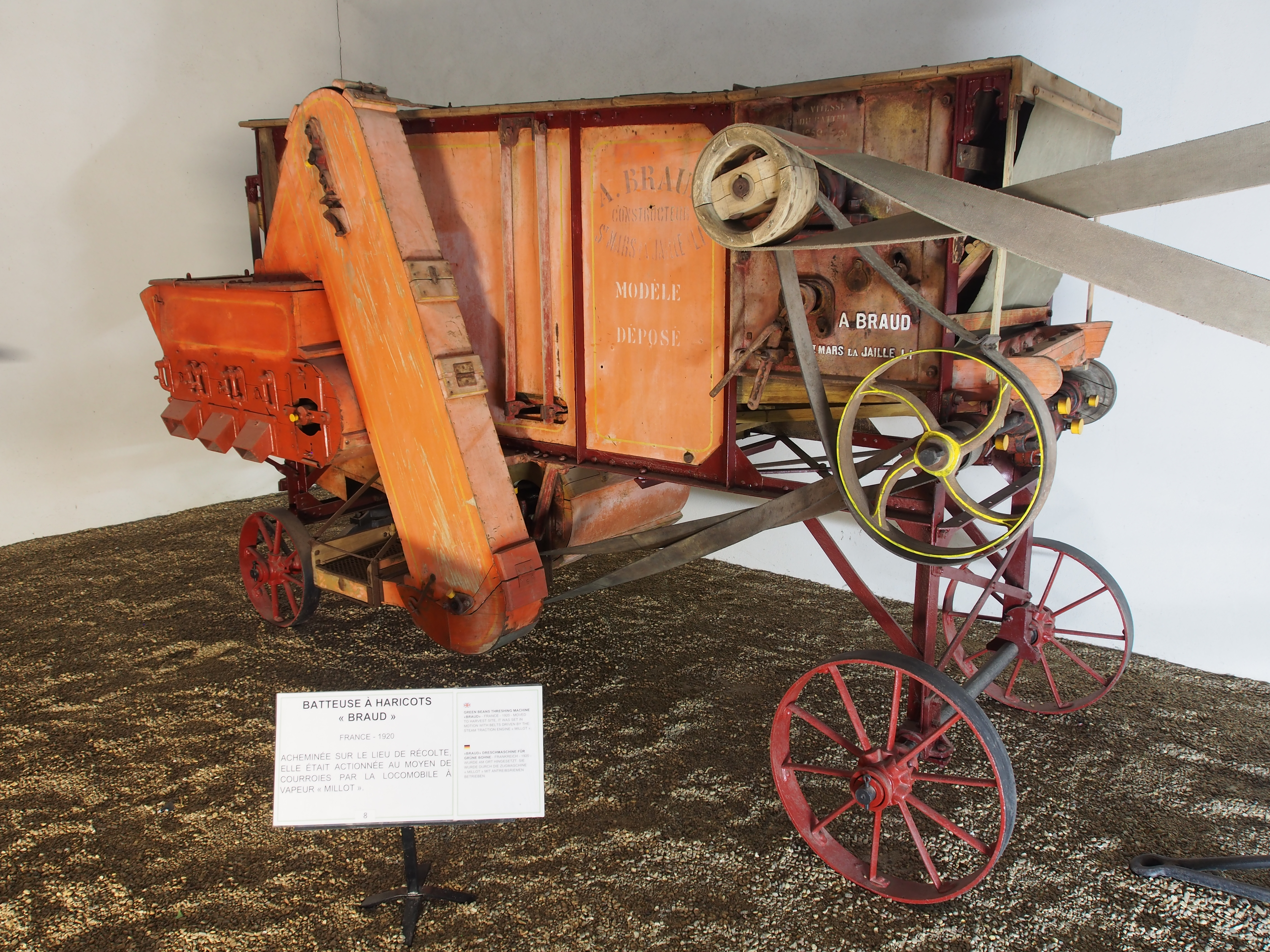
Batteuse à haricots, 1920, Musée Dufresne.

Elle peut être réalisée à la main ou à la moissonneuse-batteuse. Traditionnellement, on récoltait les pieds de haricots à la main et on les mettait à sécher suspendus sous un abri bien venté. Après quelques semaines de séchage, on procédait au battage au fléau ou avec une batteuse spéciale.
Aujourd'hui, les haricots blancs secs sont récoltés avec une moissonneuse-batteuse adaptée. Ils doivent donc présenter des gousses à maturité simultanée et des graines à peau suffisamment solide pour traverser sans dommage le batteur, ce qui oriente le choix des variétés. Ce type de récolte ne convient pas aux demi-secs.
Voir Haricot#Récolte

### Récolte en demi-sec
C'est le type de récolte préféré des connaisseurs. On choisit des variétés à écosser de type lingot ou coco, Mogex est une variété répandue en 2023 mais on peut aussi utiliser des variétés-populations. Selon la régularité de la maturité, on récolte gousse par gousse ou bien par pieds complets. Les différentes opérations sont souvent réalisées manuellement lorsque les grains sont encore tendres (50% d'humidité). Pour la vente, les plantes peuvent être arrachées à la machine, puis les gousses « plumées » à la main. Ces gousses sont ensuite souvent vendues en sacs aérés assez volumineux.
On récolte donc des haricots en gousses qui doivent être écossées manuellement sans attendre, sinon elles pourriraient, comme pour le coco de Paimpol demi-sec.

## Cuisine

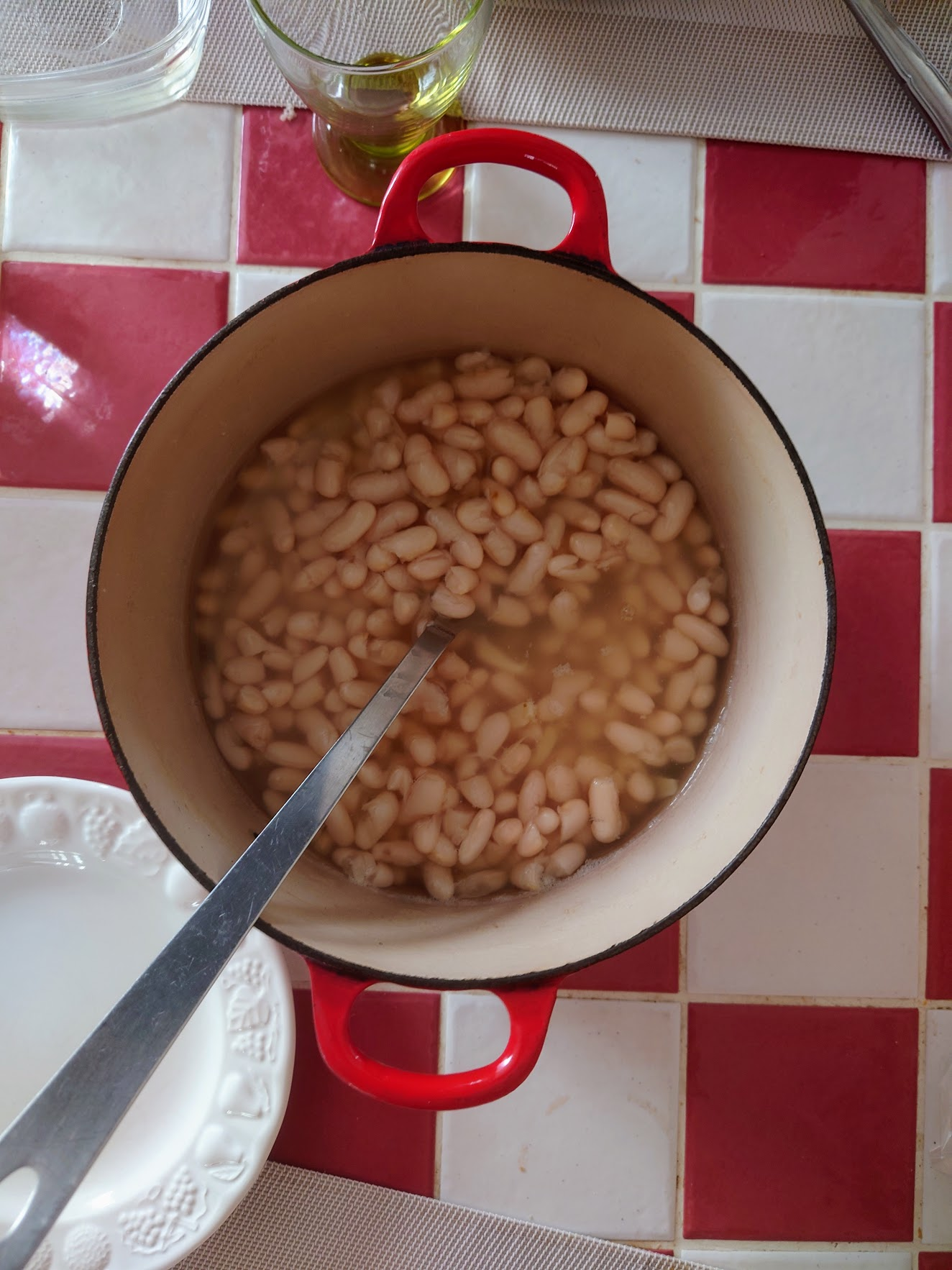
Plat de mojettes

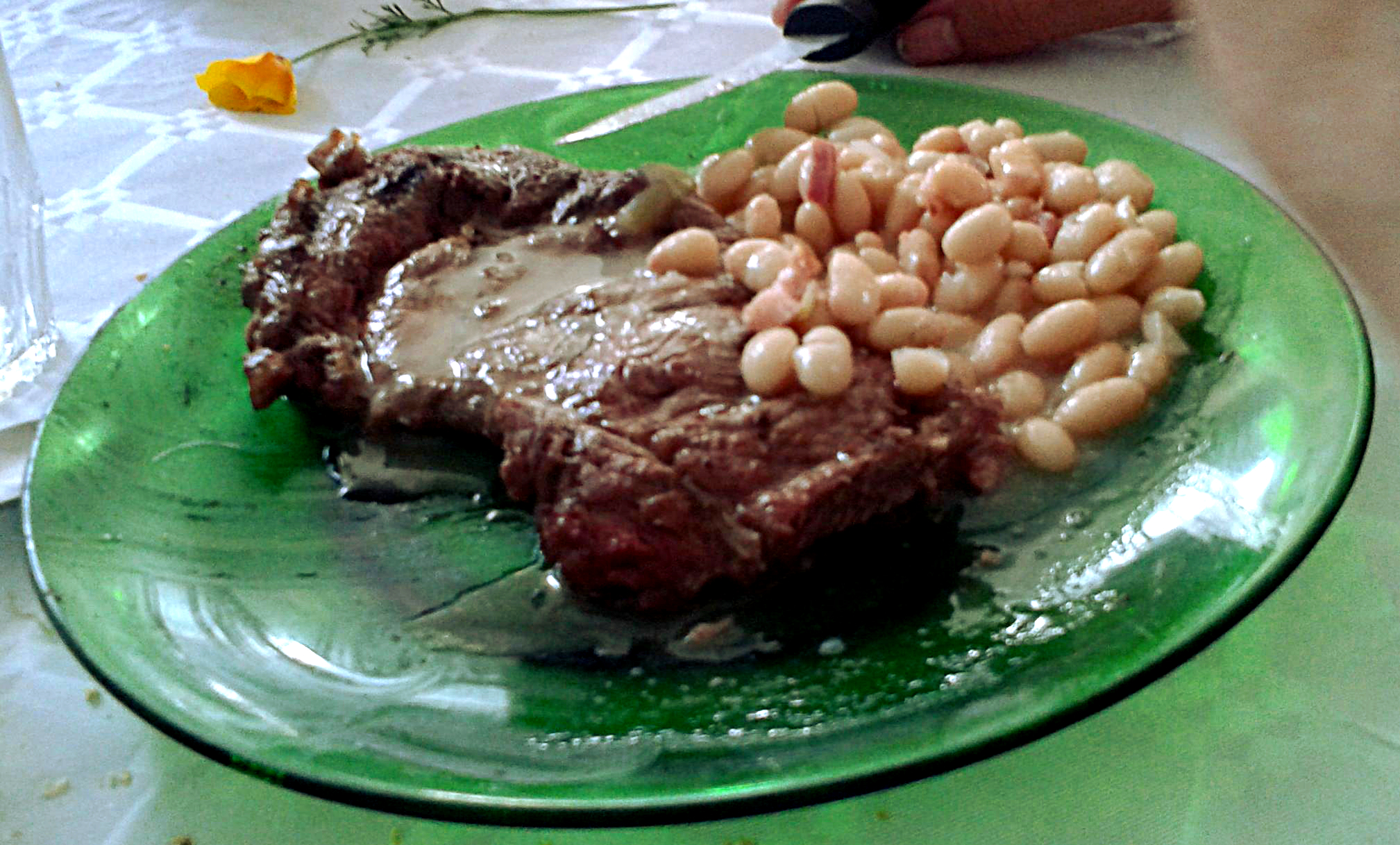
Mogettes cuites, servies avec de la viande.

Spécialité culinaire de Vendée et des Deux-Sèvres, elle peut se déguster avec du jambon (il existe aussi une IGP Jambon de Vendée), chaude sur une tartine grillée frottée à l'ail et beurrée (grillée de mogette), froide en salade …  Dans les Charentes, où elle est cuisinée différemment, elle se consomme aussi avec des couennes et une salade de pissenlit à l'huile de noix. D'autres recettes des Charentes et du sud du Poitou, qui peuvent être considérées comme un ragoût de haricot, incorporent ail, bouquet garni, un oignon et une tomate écrasée. La plupart de ces recettes sont peu coûteuses et proviennent du temps où la mogette était un aliment de subsistance (voir aussi Fèves au lard et Feijoada).
La « mojhette de Pont-l'Abbé-d'Arnoult », ou « rognon de Pont-l’Abbé-d’Arnoult », se cultive dans la vallée de l’Arnoult, en Charente-Maritime.
Dans la cuisine angevine et chinonaise, elle accompagne la fouée.
Elle est encore plus appréciée récoltée « demi-sèche ». Dans ce cas, elle est récoltée (et vendue) en gousses à écosser. Après écossage, elle peut être cuisinée immédiatement ou congelée sans altération de goût. Dans ce dernier cas, il n'y a pas non plus évidemment à réhydrater les graines avant utilisation.

## Localisation géographique concernant l'indication géographique protégée de la mogette de Vendée

### Les communes de la Loire-Atlantique
13 communes sont concernées dans la Loire-Atlantique : Corcoué-sur-Logne, Geneston, Legé, La Limouzinière, La Marne, Montbert, Paulx, La Planche, Saint-Colomban, Saint-Étienne-de-Mer-Morte, Saint-Philbert-de-Grand-Lieu, Touvois et Vieillevigne.

### Les communes de la Vendée
222 communes sont concernées dans la Vendée :
Aizenay, Antigny, Apremont, Aubigny, Auzay, Bazoges-en-Paillers, Bazoges-en-Pareds, Beaufou, Beaulieu-sous-la-Roche, Beaurepaire, Belleville-sur-Vie, Benet, La Bernardière, Bessay, La Boissière-de-Montaigu, La Boissière-des-Landes, Boufféré, Bouillé-Courdault, Boulogne, Le Boupère, Bourneau, Bournezeau, La Bretonnière-la-Claye, Breuil-Barret, Les Brouzils, La Bruffière, La Caillère-Saint-Hilaire, Cezais, Chaillé-sous-les-Ormeaux, Chaix, La Chaize-le-Vicomte, Challans, Chambretaud, Le Champ-Saint-Père, Chantonnay, La Chapelle-Achard, La Chapelle-aux-Lys, La Chapelle-Hermier, La Chapelle-Palluau, La Chapelle-Thémer, Charzais, Chasnais, La Châtaigneraie, Château-Guibert, Les Châtelliers-Châteaumur, Chauché, Chavagnes-en-Paillers, Chavagnes-les-Redoux, Cheffois, La Claye, Les Clouzeaux, Coëx, La Copechagnière, Corpe, La Couture, Cugand, Curzon, Dissais, Doix, Dompierre-sur-Yon, Les Epesses, Les Essarts, Falleron, Faymoreau, La Ferrière, La Flocellière, Fontaines, Fontenay-le-Comte, Fougeré, Foussais-Payré, Froidfond, La Garnache, La Gaubretière, La Genétouze, Le Girouard, Le Givre, Grand'Landes, La Guyonnière, L'Herbergement, Les Herbiers, L'Hermenault, La Jaudonnière, Lairoux, Landeronde, Les Landes-Genusson, Le Langon, Liez, Loge-Fougereuse, Luçon, Les Lucs-sur-Boulogne, Maché, Les Magnils-Reigniers, Maillezais, Mareuil-sur-Lay-Dissais, Marillet, Marsais-Sainte-Radégonde, Martinet, La Meilleraie-Tillay, Menomblet, La Merlatière, Mervent, Mesnard-la-Barotière, Monsireigne, Montournais, Montreuil, Mormaison, Mortagne-sur-Sèvre, La Mothe-Achard, Mouchamps, Mouilleron-en-Pareds, Mouilleron-le-Captif, Moutiers-les-Mauxfaits, Moutiers-sur-le-Lay, Mouzeuil-Saint-Martin, Nalliers, Nesmy, Nieul-le-Dolent, Nieul-sur-l'Autise, L'Oie, L'Orbrie, Oulmes, Palluau, Payré-sur-Vendée, Péault, Petosse, Les Pineaux, Pissotte, Le Poiré-sur-Velluire, Le Poiré-sur-Vie, La Pommeraie-sur-Sèvre, Pouillé, Pouzauges, Puy-de-Serre, La Rabatelière, Réaumur, La Réorthe, Rocheservière, La Roche-sur-Yon, Rochetrejoux, Rosnay, Saint-André-d'Ornay, Saint-André-Goule-d'Oie, Saint-André-Treize-Voies, Saint-Aubin-des-Ormeaux, Saint-Aubin-la-Plaine, Saint-Avaugourd-des-Landes, Sainte-Cécile, Saint-Christophe-du-Ligneron, Saint-Cyr-des-Gâts, Saint-Cyr-en-Talmondais, Saint-Denis-la-Chevasse, Saint-Étienne-de-Brillouet, Saint-Étienne-du-Bois, Sainte-Flaive-des-Loups, Sainte-Florence, Saint-Florent-des-Bois, Saint-Fulgent, Sainte-Gemme-la-Plaine, Saint-Georges-de-Montaigu, Saint-Georges-de-Pointindoux, Saint-Germain-l'Aiguiller, Saint-Germain-de-Prinçay, Sainte-Hermine, Saint-Hilaire-de-Loulay, Saint-Hilaire-des-Loges, Saint-Hilaire-de-Voust, Saint-Hilaire-du-Bois, Saint-Hilaire-le-Vouhis, Saint-Jean-de-Beugné, Saint-Juire-Champgillon, Saint-Julien-des-Landes, Saint-Laurent-de-la-Salle, Saint-Laurent-sur-Sèvre, Saint-Malô-du-Bois, Saint-Mars-des-Prés, Saint-Mars-la-Réorthe, Saint-Martin-de-Fraigneau, Saint-Martin-des-Fontaines, Saint-Martin-des-Noyers, Saint-Martin-des-Tilleuls, Saint-Martin-Lars-en-Sainte-Hermine, Saint-Mathurin, Saint-Maurice-des-Noues, Saint-Maurice-le-Girard, Saint-Médard-des-Prés, Saint-Mesmin, Saint-Michel-le-Cloucq, Saint-Michel-Mont-Mercure, Saint-Paul-en-Pareds, Saint-Paul-Mont-Penit, Sainte-Pexine, Saint-Philbert-de-Bouaine, Saint-Philbert-du-Pont-Charrault, Saint-Pierre-du-Chemin, Saint-Pierre-le-Vieux, Saint-Prouant, Saint-Sornin, Saint-Sulpice-en-Pareds, Saint-Sulpice-le-Verdon, Saint-Valérien, Saint-Vincent-Puymaufrais, Saint-Vincent-Sterlanges, Saint-Vincent-sur-Graon, Saligny, Sérigné, Sigournais, Simon-la-Vineuse, Le Tablier, Tallud-Sainte-Gemme, La Tardière, Thiré, Thorigny, Thouarsais-Bouildroux, Tiffauges, Treize-Septiers, Treize-Vents, Velluire, Venansault, Vendrennes, La Verrie, Vouvant et Xanton-Chassenon.

## Folklore
Tous les ans en septembre, se tient à Saint-Sulpice-d'Arnoult en Charente Maritime la grande fête de la mojhette, où quelque 50 tonnes de haricots sont négociées. Une autre se tient aux Brouzils (Vendée) tous les 2e dimanche d'octobre. En Poitou l'invention de la mogette est parfois attribuée à la fée Mélusine qui vivait dans les châteaux de Vouvant et de Lusignan.